# Ūghāz Tāzeh
Ūghāz Tāzeh (persiska: اوغاز تازه) är en ort i Iran.   Den ligger i provinsen Nordkhorasan, i den nordöstra delen av landet, 600 km öster om huvudstaden Teheran. Ūghāz Tāzeh ligger 1 603 meter över havet och antalet invånare är 579.
Terrängen runt Ūghāz Tāzeh är huvudsakligen kuperad. Ūghāz Tāzeh ligger nere i en dal. Runt Ūghāz Tāzeh är det ganska glesbefolkat, med 38 invånare per kvadratkilometer. Närmaste större samhälle är Esfejīr, 18,2 km sydost om Ūghāz Tāzeh. Trakten runt Ūghāz Tāzeh består i huvudsak av gräsmarker.